# Paulerspury
Paulerspury is een civil parish in het bestuurlijke gebied South Northamptonshire, in het Engelse graafschap Northamptonshire met 1018 inwoners.